# Tusindfrø-slægten
Tudsindfrø (Radiola) er en planteslægt med kun én art. Den adskiller sig fra slægten hør (Linum) ved at have firtallige blomster.
| Arter |

- Tusindfrø (Radiola linoides)